# Flávia Lacerda
Flávia Lacerda (Recife, ) es una directora de televisión brasileña.

## Televisión

### Miniseries
- 2015 - Amorteamo (Dirección General)
- 2010 - Clandestinos: el Sueño Comenzó (Dirección)
- 2009 - Todo Nuevo de Nuevo (Dirección)
- 2008 - Queridos Amigos (Dirección)

### Series
- 2012 - Loco por Ellas (Dirección)
- 2003 - Sexo Frágil (Dirección)

### Especiales de la Rede Globo
- 2009 - Dó-Ré-Mi-Fábrica (Dirección General)
- 2008 - La Navidad del Niño Emperador (Dirección)
- 2004 - Programa Nuevo (Dirección)

### Novelas
- 2011 - Insensato corazón (Dirección)
- 2008 - Negócio da China (Dirección)
- 2005 - Belíssima (Dirección)